# Sound Retrieval System
Sound Retrieval System (SRS) é uma tecnologia patenteada de processamento psicoacústico de áudio inventada por Arnold Klayman no começo da década de 1980. (As patentes originais do SRS eram as patentes US 4866774, US 4748669 e US 4841572, que expiraram entre 2006 e 2008. Estas patentes ainda podem valer em outros países.) A tecnologia SRS exerce HRTFs (head-related transfer functions, funções de transferência com base na posição da cabeça) para criar um campo sonoro 3D envolvente usando apenas dois alto-falantes, suavizando o ponto focal entre eles e criando uma sensação mais espaçosa de ambientação, produzindo fortes transições locais para instrumentos discretos dentro de uma mixagem de áudio. SRS não é um decodificador de matriz surround Dolby, mas funciona com gravações normais em estéreo.
Inicialmente, Hughes Aircraft, para quem Klayman estava fazendo consultorias acústicas na época, ofereceu um processador independente de SRS, bem como licenciou a tecnologia à Sony e à Thomson (RCA) para inclusão em seus produtos. No começo da década de 1990, Hughes vendeu suas propriedades não aeroespaciais, e um grupo de empresários formou a SRS Labs para adquirir a tecnologia SRS.
Várias televisões usam SRS embutidos para fazer com que seus sistemas de áudio nativos pareçam "maiores". Um artigo da Consumers Digest de novembro de 1994 testou vários conjuntos da Sony e de outras fabricantes, equipados com SRS, e concluiu que o circuito era basicamente o obstáculo nesses produtos devido aos seus falantes pequenos e isolados e seus amplificadores de poucos watts. O SRS não é uma panaceia para sistemas de áudio marginais, e funciona melhor com reproduções de som de raio completo e alta fidelidade.
A companhia (agora publicamente listada no NASDAQ no nome SRSL após uma oferta pública em 1996) passou a desenvolver ou adquirir várias tecnologias de áudio, incluindo fones de ouvido SRS Headphone, TruSurround TX, TruBass, FOCUS, Circle Surround, SRS WOW, Dialog Clarity, e VIP, a maioria das quais usa princípios psicoacústicos similares a aqueles usados na tecnologia SRS. SRS ou um de seus derivados é oferecido em produtos para grandes variedades de fabricantes de áudio profissionais, bem como no pequeno conjunto de produtos da própria SRS. A empresa consegue a maior parte de seus rendimentos licenciando suas tecnologia, em silício ou em software.